# Мономотапа
Мономота́па (вірніше Мвене Мутапа, шона Mwene we Mutapa, порт. Monomotapa) — африканська держава, що існувала в межиріччі Замбезі—Лімпопо (сучасні Зімбабве і захід Мозамбіку) в XV—XVIII ст. За політичним впливом на сусідні райони та могутністю її порівнюють з такими державами, як Буньйоро, Сонгай, Канем-Борну.

## Історія
Період до 1800 р. в історії регіонів на південь від Замбезі дуже мало документований. Наявна інформація значною мірою заснована на розповідях португальських мандрівників і торговців першого десятиліття XVI ст.
Імперія Мономотапа постала на залишках держави Зімбабве. Процес державотворення спочатку відбувався в регіоні на південь від річки Замбезі, в середовищі племені каранга — одного з основних підрозділів народу шона. Мігранти шона прибули сюди наприкінці I тис. після Р. Х. й встановили своє панування над місцевим населенням. Після тривалої політичної боротьби, що відбувалася на початку XV ст., до влади на півночі країни прийшов вождь Н'ятсімба Мутота. Він здійснив декілька військових походів, в результаті яких на 1450 рік під його контролем опинилися величезні території, що охоплювали майже все межиріччя Замбезі й Лімпопо. За свої військові досягнення Мутота отримав титул мвене мутапа. Існують різні версії походженні цього титулу, за найпопулярнішою з них він означав «володар копалень». Титул мвене мутапа згодом переходив до всіх наступних правителів держави. Він дав і назву самій державі, яка в тогочасних португальських джерелах відома як «імперія Мономотапа».
Син Мутоти Н'янхехве Матопе (бл. 1450—1480) додав до завоювань батька нові землі, в результаті територія імперії простягалася від річки Замбезі на півночі до північної частини Трансваалю на півдні й від пустелі Калахарі на заході до Індійського океану на сході. В XIV—XV ст., за часи правителів Н'ятсімби Мутоти й Н'янхехве Матопе, держава Мвене Мутапа досягла найвищого розвитку. Вона контролювала родючі сільськогосподарські землі регіону плато та ділянку долини Замбезі, якою пролягав важливий торговельний шлях. Столиця розташовувалась на півночі, біля річки Замбезі. Імперія складалася з окремих областей (Данде, Чидіма, Шангве, Бутуа, Бугера, Маунгве, Маніка, Утеве, Маданда, Тонга, Барве, Монгасі, Кітеве, Седанда та ін.), на чолі яких стояли або місцеві вожді, або родичі верховного правителя. На практиці правителі держави реально контролювали лише райони плато, розташовані навколо столиці й обмежені територіями областей Данде та Чидіма.
Вже відразу після смерті Н'янхехве Матопе в Мономотапі посилилась династична й міжплемінна боротьба. В результаті запеклої війни між синами колишнього правителя до влади прийшов Мукомберо Н'яхуме (бл. 1480—1490). Міжусобиці в поєднанні з відсутністю економічної єдності стали причиною відділення від імперії ряду областей. Південна частина держави об'єдналася під керівництвом Чангаміре, який очолив плем'я розві. Тут утворилася самостійна потужна держава. Приблизно 1490 року Чангаміре підняв повстання проти мвене мутапи, Н'яхуме був убитий.

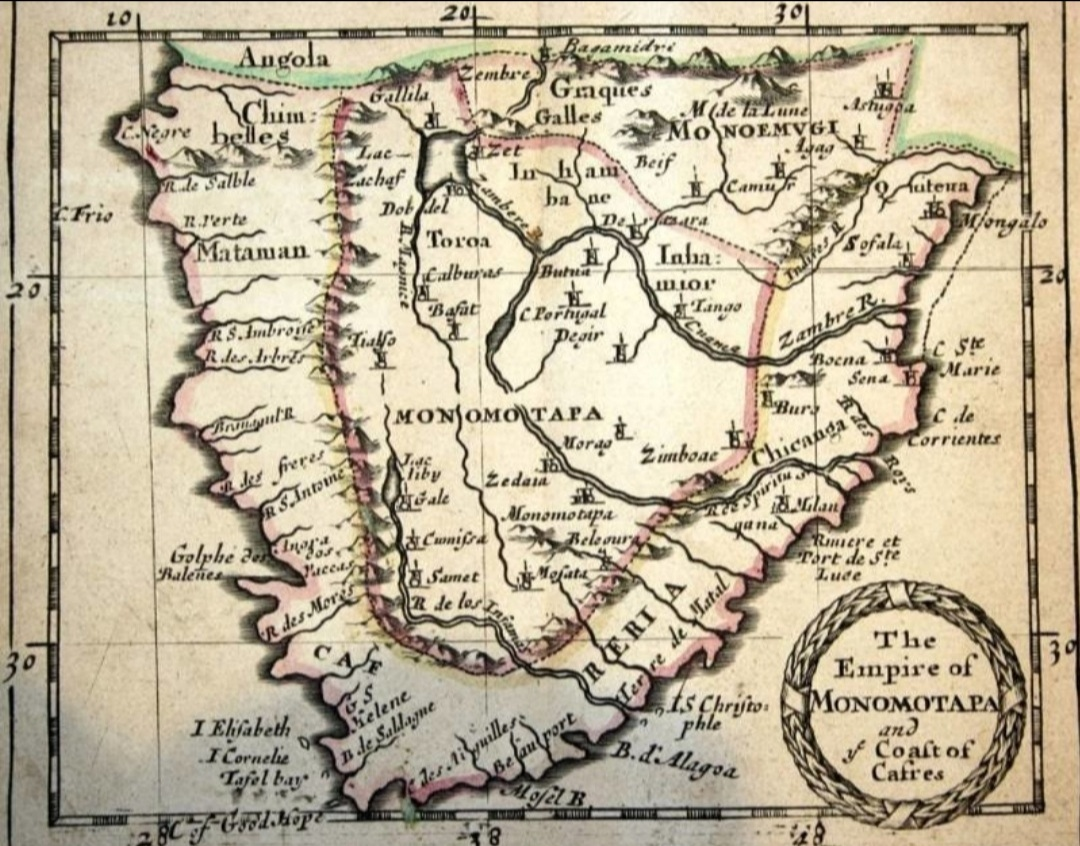
Мономотапа на португальській мапі XVI століття.

Області Маніка, Утеве, Барве протягом XVI ст. стали практично незалежними. Фактично незалежними були й правителі областей на Нижній Замбезі. Проте всі вони продовжували виконувати свої ритуальні та данинні зобов'язання перед мвене мутапою аж до кінця XVIII ст. Гегемонія шона трималася в усьому регіоні.
Згодом правителі областей, що відкололися, й самі зіткнулися з процесами децентралізації. Результатом стала нерегулярна, хоча й повторювана, схема конфліктів і подальші процеси відокремлення регіонів. Внутрішньополітичні інтриги та громадянські війни обумовили поступовий занепад і падіння імперії Мономотапа. Мвене мутапи втратили безпосередній контроль над плато й утримували своє політичне панування лише в північних та східних районах країни, розташованих уздовж річки Замбезі аж до її впадіння в Індійський океан. Їхні володіння зрештою потрапили під португальський вплив у XVI—XVII ст.
Португальці з'явилися в межиріччі на початку XVI ст. Вони прибули до Софали ще 1506 року й у першій третині XVI ст. витіснили арабів з басейну р. Замбезі та заснували поселення Сена, Тете й Келімане. Тепер вся португальська торгівля йшла річкою Замбезі. Спочатку торгівля між португальцями та шона велася на неофіційній основі, однак 1540 року ці стосунки були впорядковані. Португальці почали сплачували імператорові данину, а в обмін отримали захист та свободу пересування й торгівлі на землях Мономотапи. При дворі імператора перебував португальський представник, який монополізував комунікацію між португальськими торговцями та мвене мутапою. Проте правителі Мономотапи тривалий час перешкоджали подальшому просуванню європейців до своєї країни.
Така ситуація зберігалася без змін до другої половини XVI ст., коли португальці зробили серйозні спроби отримати контроль над імперією. Для зміцнення своїх позицій вони користувалися внутрішньополітичними інтригами та громадянськими війнами, що роз'їдали державу мвене мутапи, розпалювали ворожнечу між лідерами каранга та розві. 1560 року було здійснено першу спробу християнізації правителя Негомо Чирісамгуру та його двору. В 1569—1575 рр. португальцям вдалося закріпитися в східних провінціях Утеве та Маніка. Подальшій експансії сприяли повстання, що спалахнули в імперії в 1590—1607 роках. Окремі вожді стали заперечувати владу мвене мутапи, й тодішній правитель імперії Гаці Русере звернувся по допомогу до португальців. Ті задовільнили його прохання, а в «подарунок» за допомогу 1607 р. отримали всі копальні, де видобували золото, мідь, залізо, свинець та олово, але зобов'язувались підтримувати правителя на троні. Надалі до 1759 р. при дворі мвене мутапи постійно перебував загін із 30 португальських солдат з вогнепальною зброєю.
Зловживання довірою та непорозуміння, що мали місце в торгових стосунках з обох сторін, часто викликали конфлікти, якими була наповнена перша половина XVII ст. Наступником Гаці Русере став його син Ньямбу Капарарідзе, але свої претензії на престол висунув також дядько останнього Маура Мханде. Між претендентами розпочалася війна. Маура Мханде звернувся по військову допомогу до португальців й отримав її. 1629 року португальці завдали поразки мвене мутапі й посадили на престол Мауру. Але той не став справжнім правителем країни. Протягом 1632—1652 рр. португальцям вдалося повністю підкорити своєму впливу мвене мутапу. Португальські торговці отримали свободу пересування по всій імперії, данина на користь мвене мутапи була скасована, натомість правитель Мономотапи тепер сам мав сплачувати данину португальцям. Домініканські місіонери отримали можливість проповідувати християнську релігію на території імперії. Маура та його дружина були охрещені й змінили свої імена на Домінгуш та Луїза відповідно. Кількість португальських торговців та авантюристів в імперії Монопотапа збільшилась. Вони захоплювали землі, зводили там невеличкі укріплені форти, створювали власні збройні загони, сила яких перевершувала сили правителя.
Протидія португальцям прийшла з півдня, де існувало племінне об'єднання розві Чангаміре. Близько 1684 р., коли при владі в Чангаміре перебував вождь (мамбо) Домбо II, розві розпочали завоювання північної половини плато. Неодноразово африканські загони, озброєні лише луками та стрілами, відбивали напади португальців, які володіли найсучаснішою на XVII ст. зброєю. Протягом 1693—1695 рр. Домбо II об'єднав навколо себе більшість районів колишньої імперії Мономотапа, заснував власну імперію Розві й вигнав португальців за її межі. До 30-х років XIX ст. вожді розві поширили свою владу майже на все межиріччя (в межах сучасного Зімбабве) та північний Трансвааль. Потомки мвене мутапи займали місце провінційних вождів і зберегли під своїм контролем лише деякі східні області.

## Державне управління
У Мономотапі за наявності сильної політичної влади верховних вождів з'явилися зародки державного апарату, характерні для воєнної демократії.
На вершині держави стояв правитель, який, як вважалося, мав священні якості. Останні асоціювалися з королівською владою або були набуті через обряди інвеститури. Мвене мутапа зосереджував у своїх руках всю політичну, військову, юридичну та релігійну владу, символами якої були асегай (дротик) із золотим наконечником, золота мотика, лук та дві стріли.
Правителі Мономотапи мали декілька механізмів контролю над імперією. Головним серед них була данина. Цей податок мусили сплачувати всі підпорядковані мвене мутапі вожді та племена. Час від часу верховний вождь на чолі свого війська сам вирушав до підкорених областей збирати «надлишки» сільськогосподарської продукції, частину здобичі, впольованої мисливцями місцевих громад, вироби ремесла тощо. Мвене мутапа отримував від своїх підданих сільськогосподарську продукцію, шкури левів і леопардів, пір'я страусів, бивні слонів, різноманітний реманент. Данину збирали також з копалень. Існувала й трудова повинність. Всі воїни та слуги повинні були сім днів на місяць обробляти поля правителя або виконувати для нього іншу роботу. Такі самі обов'язки мали перед своїми місцевими управителями піддані в регіонах. Від роботи можна було відкупитися золотом або худобою. Підданих тримала в покорі ефективна армія, яка у XVI ст. налічувала, за різними оцінками, близько 100 тис. воїнів або 30 тис. регулярного війська; у XVIII ст. ця цифра скоротилася до 3000 осіб.
За традицією, територіальні вожді повинні були щороку розпалювати свої вогнища, що були символом їхньої влади, від королівського вогнища мвене мутапи. Це був символічний акт відновлення лояльності лідерів областей до центральної влади. Цей ритуал вірності також виконувався після інтронізації нового правителя Мономотапи. Після смерті правителя територіальним вождям надсилали наказ загасити свої вогнища, поки не буде обрано наступника, від вогнища якого вони зможуть знову розпалити свої вогні. Невиконання цього ритуалу вважалося актом заколоту, який відповідно суворо карався.
Для контролю над своїми підданими мвене мутапа також використовував релігію. Завойовники шона поширили в регіоні культ Мварі та шанування племінних духів предків (мгондоро). Для своїх підданих мвене мутапа був представником верховного божества Мварі на землі й тому був розпорядником культових церемоній загальнодержавного значення. Духовна влада імператорів належала їм як потомкам первісних власників землі. Мвене мутапа від імені всього народу мав підтримувати тісний контакт із могутніми духами померлих предків. Щомісяця він влаштовував для своїх предків «танці молодика» — великі свята, що мали на меті заспокоїти душі предків. Імідж імператора підвищувало регулярне проведення культу царських могил. Особа мвене мутапи вважалася священною. Бачити його мали право лише найближчі придворні, серед яких управитель двору верховного правителя, барабанщик, тілоохоронці, придворні поети та музиканти. Культ Мварі контролювали вожді та жерці, вони проводили складні ритуали шанування предків, виконуючи роль посередників між Мварі та людьми.
При дворі імператора були спеціалісти з магії, які допомагали йому в здійсненні особливих ритуалів. До таких зокрема належала церемонія викликання дощу. Участь у ній мвене мутапа вважалася вирішальною для економічного процвітання імперії. Релігія була важливим механізмом соціального контролю, особливо в економіці, де домінує сільське господарство. Інтимні стосунки правителя з надприродним, освячені духовними медіумами та священиками культу, забезпечували здоров'я й добробут його підданих та родючість землі. Взаємозв'язок між владою мвене мутапи та родючістю підкріплював містифікацію правителя й зміцнював його позицію як символічного власника та духовного опікуна землі. Завдяки цьому він зберігав виключне право розподілу земель, а воно було основою контролю над підлеглими вождями та іншими підданими. У відплату за можливість користуватися землею правителя та насолоджуватися його божественною природою піддані повинні були сплачувати податки, виконувати трудову повинність та віддавати данину. Спеціалісти з магії також надавали імператору поради з усіх державних питань. Така релігійна система дублювалася на всіх рівнях керування державою.
Адміністративно імперія контролювалася на трьох рівнях — столиця, провінції та села. Мвене мутапа делегував повноваження вождям на провінційному та сільському рівнях. У ранній період імперії управління селами та провінціями довіряли лише родичам мвене мутапи. За звичаєм, областю Данде керував син правителя і спадкоємець престолу. Він був відомий як старший неванже (nevanje). Друге місце за рангом займав ще один син з титулом молодшого неванже. Крім членів королівської родини, на урядові посади призначалися й ті, хто не мав спорідненості з мвене мутапа, але допомагав йому в завоюваннях. У XVII ст., коли Мономотапа була сильною державою й правитель почувався достатньо впевнено на її чолі, селам і провінціям дозволялося самим обирати своїх керівників. У столиці імператорові допомагали високопоставлені чиновники, в обмін на свої послуги вони отримували в подарунок від мвене мутапи землі. На кожну з дружин імператора також покладалися певні обов'язки.
Різними механізмами контролю мвене мутапам тривалий час вдавалося зберігати централізовану імперію. Але існувала також низка факторів дестабілізації. До найважливіших із них належали кризи під час визначення спадкоємця престолу, які супроводжувались міжусобними війнами й періодично повторювались. Великі відстані з часом зробили неможливим пильний нагляд за вождями окремих земель. Правителі віддалених провінцій не бажали підпорядкувати свої економічні та політичні інтереси інтересам центральної влади. Відсутність постійної армії не дозволяла ефективно контролювати всі регіони величезної імперії й придушувати заколоти у віддалених областях та карати місцевих лідерів, які порушували «верховенство закону».

## Економіка

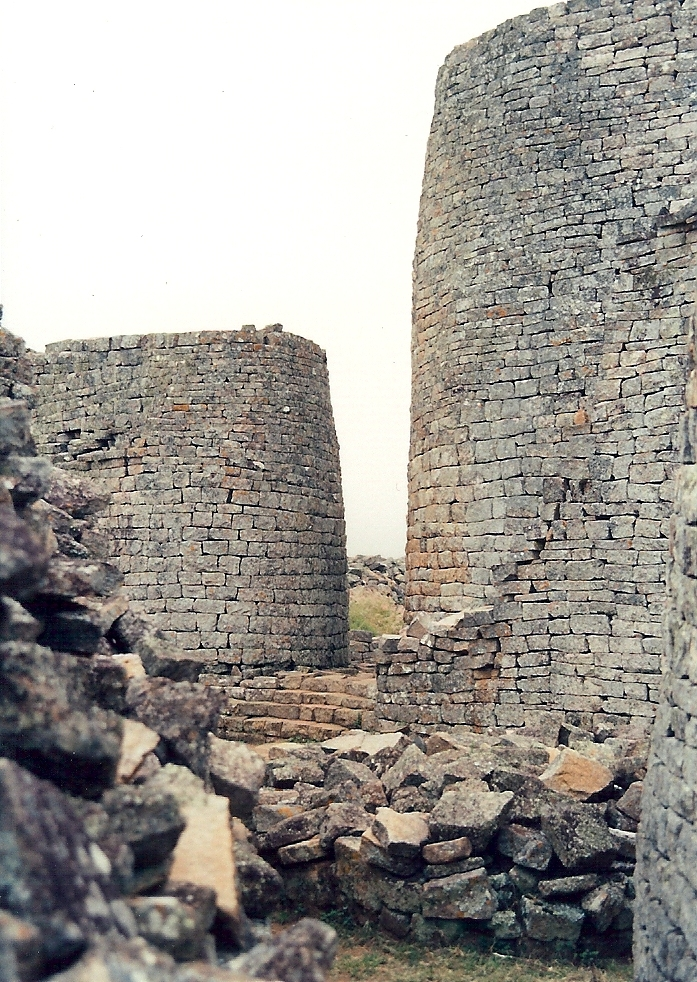
Стіни Великого Зімбабве

Соціально-економічна структура Мономотапи склалася на основі культури Великого Зімбабве.
В економічному плані значного розвитку досягли землеробство, металургія заліза, керамічне виробництво, монументальне кам'яне будівництво, торговельні зв'язки тощо. Видобуток золота, заліза, міді та виплавка металів перебували під контролем мвене мутапи. Під контролем верховного правителя здійснювався також весь зовнішній та внутрішній обмін.
Зовнішня торгівля спочатку велася через арабських купців, основні торгові шляхи пролягали річками Сабі (Саве) та Лунді (Рунде) до порту Софала. Шона постачали золото та слонову кістку мешканцям сучасного Мозамбіку, Передньої Азії, Індії, Індонезії, Китаю. В обмін вони отримували прикраси зі скла, дорогі тканини, порцеляну. На початку XVI ст. ця торгівля занепала. В першій третині XVI ст. вона відновилась, але арабів замінили португальці, які були посередниками у міжнародній торгівлі з Індією та Європою. Тепер вся торгівля йшла річкою Замбезі. В обмін на європейські товари Мономотапа, як і раніше, постачала золото та слонову кістку. Работоргівля в регіоні почалася в XIX ст., але була спорадичною й проводилась у дуже обмеженому масштабі, місцеві правителі не були зацікавлені в постачанні рабів.

## Суспільство
У суспільстві Мономотапи домінували чоловіки, проте існували й залишки колишнього матрилінійного відліку спорідненості. Окремі жінки займали високе становище в сімейно-родовій ієрархічний структурі суспільства. Це, зокрема, мати та головна дружина верховного вождя, сестри вождів та патріархів родових громад. Ці жінки контролювали право спадкування.
Єдиними іноземцями на території Мономотапи були португальські торговці й поселенці. В середині XVIII ст. вони майже безконтрольно захоплювали землі по обидва боки річки Замбезі та засновували на них свої маєтки, які отримали назву празо (порт. Prazo da Coroa) й номінально входили до складу Португальської колоніальної імперії. На землях празо португальці зберегли владу місцевих вождів, які продовжували виконувати свої обов'язки й зберігали владу над селянами, але тепер вони мали віддавати своєму панові (празеро) данину сільськогосподарською продукцією або слоновою кісткою чи золотим піском. Для надання легітимності своїй владі празеро часто одружувалися з африканками. Система празо занепала разом із португальським впливом у Мономотапі в другій половині XVIII ст.

## Список правителів Мономотапи
- Н'ятсімба Мутота (1430—1450)
- Н'янхехве Матопе (1450—1480)
- Маура Маобве (1480)
- Мукомберо Н'яхуме (1480—1490)
- Чангаміре (1490—1494)
- Чікуйо Чисамаренгу (1494—1530)
- Нешангве Мунембіре (1530—1550)
- Чиведжре Ньясоро (1550—1560)
- Негомо Чирісамгуру (1560—1589)
- Гаці Русере (1589—1623)
- Ньямбу Капарарідзе (1623—1629)
- Маура Мханде (1629—1652)
- Сіті Казурукамусапа (1652—1663)
- Мутата Купіка (1663)
- Камгарапасу Мукомбве (1663—1692)
- Ньякамбіре (1692—1694)
- Ньяменде Мханде (1694—1707)
- Ньєньєдзі Зенда (1707—1711)
- Барома Мугвагва (1711—1712)
- Саматамбіре Ньямханду (1712—1735)
- Ньяцусу (1735—1740)
- Дебве Мупунзагуту (1740—1759)
- Чангара Мупунзагуту (1759—1785)
- Бангома (1785—1806)
- Чуфомбо (1806—1821)
- Кандея I (1821—1830)
- Дзека (1830—1843)
- Катаруза (1843—1867)
- Кандея II (1867—1876)
- Дзуда (1876—1890)
- Чіоко Дамбамупуте (1890—1902)